# عامر بن سليمان بن خلفان الشعيبي
الشيخ العلامة عامر بن سليمان بن خلفان الشعيبي ويعرف بالمطــوع توفي (1326 هـ ـ 1908م)، فقيه وقاض وشاعر عُماني.

## نسبه
هو الشيخ العلامة عامر بن سليمان بن خلفان بن سليمان بن سعيد بن سنان بن علي الشعيبي وينتمي إلى بنو شعيب بن عامر بن عبد الله بن مالك بن نصر بن الأزد بن الغوث بن نبت بن مالك بن زيد بن كهلان بن سبأ بن يشجب بن يعرب بن قحطان.

## مولده ونشأته
ولد في قرية حلفا بوادي بني خالد في سلطنة عمان من مواليد(1265 هـ ـ 1844م) تعلم في موطنه على يد عبد الله بن سعيد بن عيسى السَمَي، تقلد القضاء في شكشك وويته من قبل السلطان حمد بن ثويني بن سعيد بن سلطان البوسعيدي (حكم:1310-1314 هـ/1893-1896م) وعهد السلطان السير حمود بن محمد بن سعيد البوسعيدي(حكم:1314-1320 هـ/1896-1902م).وعهد السلطان علي بن حمود بن محمد بن سعيد البوسعيدي(حكم:1320-1329 هـ/1902-1911م).
سافر إلى إفريقيا ثلاث مرات حيث أطال المكوث فيها في سفرته الثانية وتقطعت أخباره، بل لعل أخبارا وصلت إلى أهله تشير إلى وفاته فحكم لزوجته بصحة وفاته حيث لم يرد عنه أي خبر يذكر منذ مغادرته لبلدته، لذلك اعتبر في حكم الموتى. ولكن المطوع لم يمت وإنما بسبب قلة الاتصالات كانت سببا في إشاعة خبر وفاته، فعلم بزواج زوجته من أخيه وكتب قصيدة في هذه الواقعة وبعد فترة عاد الشاعر «المطوع» إلى دياره ووجد ما وجد فيها.
أشعاره فإنها من التنوع والإبداع ما عجزت حافظة معاصريه عن الإحاطة به، فقد كان شاعرا فذا لم يطلق الشعر عن عواهنه، ليمتلعليه لبه ولبابه، ولكنه كان شاعرا أسبغ على الشعر الشعبي في عمان خلائقه وخلقه، فأتته القوافي مطواعة تنساب بين ثناياه كانسياب الشهد من لسعات النحل حاملة حكمة العالم وحنكة الفنان وإبداع الشاعر وخبرة المشيب بعد نزف حيوية الشباب. شعره احتمل الحكمة وما يماثلها متخذا من القصص القرآنية أمثلة لدروب الفضيلة من خلال عرضه قصص أنبياء الله وتحاورهم مع أقوامهم. شعره أوقف جله لرصد وتبيان الأخلاق الحميدة التي يجب أن يتحلى بها الإنسان العربي المسلم في مختلف مراحل حياته وشتى الظروف المواتية. 
فوق ذلك فهو شاعر اجتماعي بالفطرة، أنشد الشعر في مخلتف أغراضه «الحكمة والنصيحة والموعظة والفخر والمواطنة والغزل والإخوانيات والأمثال والإرشاد وغير ذلك ويعود له كثير من الفضل في ارتباط الشعر الشعبي في عمان إلى الفنون التي يتغنى بها. وهو الذي ابتدع كثيرا من الألحان والأنغام اللحنية ضمن فنون الرزحة وإيقاعاتها، وهو واحد من الأوائل مبتدعي فن العازي.

## معاصريه
عاصر بزنجبار عدداً من العلماء والقضاة، وربطته علاقات علمية بجمعة بن سعيد بن علي المغيري، وراشد بن سليم بن سالم الغيثي، وأبي الوضاح سالم بن أحمد بن ناصر الريامي، وسيف بن ناصر بن سليمان الخروصي، وعلي بن محمد بن علي المنذري، وأحمد بن أبي بكر بن سميط العلوي الحضرمي.

## تلامذته
تتلمذ عليه بزنجبار عدة تلاميذ، منهم:سلطان بن محمد بن ناصر الإسماعيلي، وعبد الله بن عامر بن مهبل العزري.

## مؤلفاته
من آثاره العلمية جوابات فقهية متفرقة في المخطوطات، وله أحكام قضائية محفوظ أكثرها ضمن وثائق إرشيف حكومة زنجبار، وثمة مقطوعات من شعره متناثرة في المخطوطات ، كقوله:
واحَصْلةِ الطير في يد الطفل  لايرحمه، ولايولَهْ
ومِن عادْتِي ماأكافح بشين  وإنْ قال الأوادم عِلَة
قورة فوادي ثامره تين  الذي يوافق موسْمَه مايَمَلَهْ
يعتبر الشاعر عامر من أوائل شعراء الفنون الشعبية في عمان بالإجماع وهو من ابتدع فن الشرح في وادي بني خالد وفن بن عبادي وله عدّة ألحان وشلاّت عرفت بإسمه ( ناحية مطوّع ) وبرع في فن الرزحه والنشدان والعازي والميدان وبن عبادي.
الرزحه :
صلّو على نبيٍ يستاهل صلاه  شخصٍ تنبّع من سلاطين العرب
فضّا عليه الجمل وبيّح مشتكاه  قال بجوارك بحديث النبي والرب
ناحية مطوّع :
سبحان ربّ العرش سبحان  أسمع رعد والجوّ ساحي
يمّا سبحنا البحر سبحان  ساح الدقل والخشب ساحـي
النشيد :
أوصيك واحذر والديك تكدّهم  عقب الربا بالروف والتدليلي
يكسوك ثوبٍ م العطب ما سدّهم  صاغوا لك الأشناف وحواجيلي
بن عبادي :
سميّت بالله الكريم والعرش عالي سماه ..
ويومٍ تبسّم حبيبي ما ريت مثله وشراه ..
ويا ريتني قنطره واكون حال الخلّ موطاه ..
الشرح :
يسيسوه يبنونه  حصن الجريزي
أمّا الحرير دعونه  وجذوعه صندل
الميدان :
فل مالدنا ولا حم بيفيش  واذاك العو فل مشى بكيده
جيشك يا مطلق ع بابل غار  يقعد ربعها ويفل منها
ثرتوا تشبكوا ع باب الغار  شاف الجهامة وجفل منها
وكان الشحم واللحم بيفيش  لو طابقه فالمشبكه يده
(تعتبر قصائد الشاعر منبع للحكمه في عصره وما بعد عصره)
أعوذ بالله من بلادٍ حالها  فيها الأهل والجار يستعدي لي
لو فضةٍ بيضا نجود جبالها  ما تليق في قلبي ولا تزهي لي

## وفاته
تُوفي في 8جمادي الآخرة 1326ه (8يوليو1908م)،ورثاه تلميذه عبد الله بن عامر العزري بقصيدة رائية،يقول فيها:
عاذلي دعني فإني فاقدٌ  سيداً شهمًا هزبرًا ذا قدَرْ
عامرًا نجل سُليمان الذي  للقضا بَيَنَ رسمًا وأثرْ

## وصلات خارجية
- صفحته في تويتر
- صفحتة في بلوجر
- ديوان الشعيبي
- بوابة الشعراء : ديوان عامر بن سليمان الشعيبي ( المطوع )
- حياة وشعر «عامر المطوّع» في أولى جلسات مجلس الشعر الشعبي العماني